# Guheswaria kalyaniae
Guheswaria kalyaniae är en insektsart som beskrevs av Irena Dworakowska 1994. Guheswaria kalyaniae ingår i släktet Guheswaria och familjen dvärgstritar. Inga underarter finns listade i Catalogue of Life.